# Retezatu
Retezatu – wieś w Rumunii, w okręgu Jałomica, w gminie Stelnica. W 2011 roku pozostawała niezamieszkana.